# Laportea ventricosa
Laportea ventricosa är en nässelväxtart som beskrevs av François Gagnepain. Laportea ventricosa ingår i släktet Laportea och familjen nässelväxter. Inga underarter finns listade i Catalogue of Life.